# Wilhelm Schmidle
Wilhelm Schmidle (* 9. Februar 1860 in St. Peter, Schwarzwald; † 1. Dezember 1951 in Freiburg im Breisgau) war ein deutscher Pädagoge, Botaniker und Geologe. Er war zu seiner Zeit ein führender Algen-Experte. Sein offizieller botanischer Autorenname lautet „Schmidle“.
Schmidle studierte nach dem Abitur (1870) am Berthold-Gymnasium Freiburg Naturwissenschaften (Physik und Mathematik) an der Universität Freiburg. Nach dem Staatsexamen für den höheren Schuldienst setzte er sein Studium an der Universität Berlin fort. 1885 war er als Lehramtspraktikant am Gymnasium in Baden-Baden und ab 1890 Gymnasialprofessor in Müllheim/Baden und von 1892 bis 1902 in Mannheim. 1902 bis 1907 war er Direktor des Lehrerseminars in Meersburg mit angeschlossenem Internat und anschließend bis 1909 Direktor des Lehrerseminars Karlsruhe. 1909 bis 1924 lehrte er an der Zeppelin-Oberrealschule in Konstanz und war ab 1924 Leiter der Schule Schloss Salem. Nach der Pensionierung 1930 zog er nach Günterstal bei Freiburg.
Schmidle war als Experte für Algen um die Jahrhundertwende international bekannt. Später, als er in seiner Schulkarriere immer weniger Zeit für wissenschaftliche Botanik fand, wurde er zu einem führenden Experten für die Geologie und Hydrologie des Bodensees (speziell  Geomorphologie, Glazialgeologie, Stratigraphie der Molasse, Tektonik, Hegau-Vulkanismus). Dabei spielte seine Freundschaft mit dem badischen Landesgeologen Ferdinand Schalch und mit dem Geologen Wilhelm Deecke eine Rolle.
Von 1920 bis 1930 war er Vizepräsident des Vereins für Geschichte des Bodensees und seiner Umgebung, der ihn 1930 zum Ehrenmitglied ernannte. 1930 wurde er Ehrenmitglied des Oberrheinischen Geologischen Vereins und 1940 Ehrenmitglied des Badischen Landesvereins für Naturkunde und Naturschutz e.V. Freiburg i.Br. 1920 wurde er Ehrendoktor in Freiburg. Seit 1934 war er außerordentliches Mitglied der Heidelberger Akademie der Wissenschaften.
Seine Algensammlung ging an die ETH Zürich.

## Schriften (Auswahl)
- Zur geologischen Geschichte des nordwestlichen Bodensees bis zum Maximalstand der Würmeiszeit, in: Schriften des Vereins für Geschichte des Bodensees und seiner Umgebung. Band 35, 1906, S. 71–122 Digitalisat
- Ueber äolische Bildungen während des Rückzuges der letzten Vergletscherung, Band 37, 1908, S. 40–49 Digitalisat
- Der Hohentwiel, in: Schriften des Vereins für Geschichte des Bodensees und seiner Umgebung. Band 43, 1913, S. 71–79 Digitalisat
- Die Geologie der Mainau, in: Schriften des Vereins für Geschichte des Bodensees und seiner Umgebung. Band 44, 1915, S. 1–13 Digitalisat
- Die Stratigraphie der Molasse und der Bau des Überlinger- und Unterseebeckens, in: Schriften des Vereins für Geschichte des Bodensees und seiner Umgebung. Band 47, 1918, S. 63–82 Digitalisat
- Die Geologie des Bodenseebeckens, Vortrag gehalten am 6. September 1920 in Friedrichshafen, in: Schriften des Vereins für Geschichte des Bodensees und seiner Umgebung. Band 50, 1922, S. 38–55 Digitalisat
- Zur Geologie von Heiligenberg und Umgebung, in: Schriften des Vereins für Geschichte des Bodensees und seiner Umgebung. Band 51, 1922, S. 14–27 Digitalisat
- Der Konstanzer Gletscher im östlichen Thurgau. Vortrag gehalten auf der Generalversammlung des Bodenseegeschichtsvereins 1926 in Romanshorn, in: Schriften des Vereins für Geschichte des Bodensees und seiner Umgebung. Band 55, 1927, S. 253–265 Digitalisat
- Postglaziale Spiegelhöhen des Bodensees und der Vorstoß des Konstanzer Gletschers, in: Schriften des Vereins für Geschichte des Bodensees und seiner Umgebung. Band 68, 1942/43, S. 109–142 Digitalisat